# Aybastı (district)
Aybastı is een Turks district in de provincie Ordu en telt 26.598 inwoners (2007). Het district heeft een oppervlakte van 422,8 km². Hoofdplaats is Aybastı.
De bevolkingsontwikkeling van het district is weergegeven in onderstaande tabel.
| 1997   | 2000   | 2007   |
| ------ | ------ | ------ |
| 33.747 | 31.071 | 26.598 |